# Les Deux Alpes (skigebied)

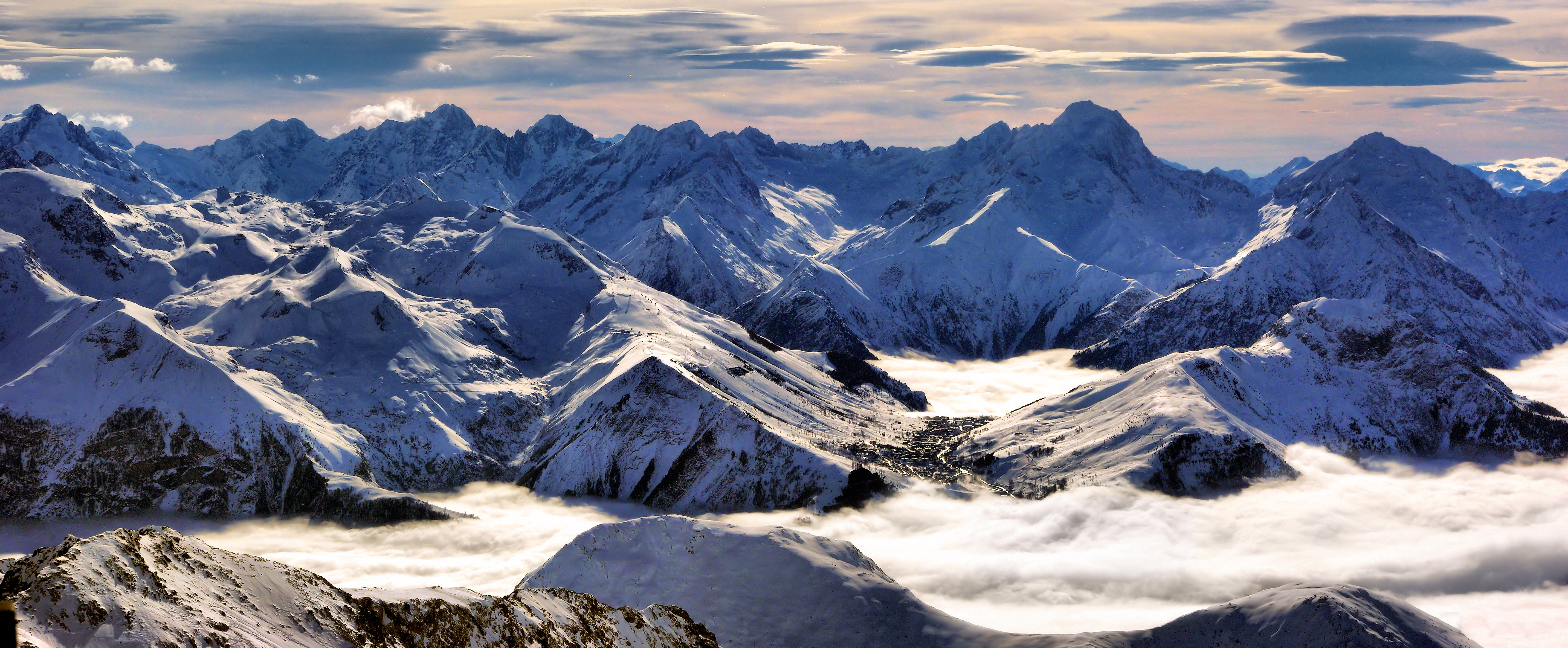
Panorama van Les Deux Alpes, gezien vanuit het noorden. Het grootste deel van het skigebied strekt zich uit naar links (oosten).

Les Deux Alpes is een wintersportstation en skigebied in de Franse streek Oisans in de Alpen (Écrins-massief). De naam verwijst naar de ligging van het skistation, op de alpenweides (Alpes) van de gemeentes Mont-de-Lans en Vénosc. Het skigebied was een initiatief van deze twee gemeentes en het wintersportstation werd op het grondgebied van beide gemeentes ontwikkeld, op een uitgestrekt, vlak zadel op 1600 meter hoogte. Vanuit Vénosc is het wintersportstation enkel te bereiken via een kabelbaan. Les Deux Alpes ligt zo'n 64 kilometer ten zuidoosten van Grenoble.

## Geschiedenis
Les Deux Alpes was een van de eerste skistations van Frankrijk. Het werd gesticht in de jaren 1930, iets later dan Chamonix-Mont-Blanc. In de jaren 50 van de twintigste eeuw werd het skistation en skigebied sterk uitgebreid.

## Geografie
Het dorp kan enkel bereikt worden vanuit het noorden, vanaf Mont-de-Lans. De enige toegangsweg biedt zo toegang tot het brede zadel waarop het skistation werd ontwikkeld. Aan de zuidzijde is dit plateau scherp begrensd door steile rotskliffen. Vanuit de diepgelegen vallei van de Vénéon kan men Les Deux Alpes enkel bereiken met een pendelende kabelbaan of via een steil bergpad.
Het skistation zelf strekt zich uit over meer dan drie kilometer, waarbij vooral aan de oostzijde van het skistation een uitgestrekte toegang tot de pistes (het zogeheten front de neige) ontstaat. Het skistation is voornamelijk ontwikkeld langsheen de twee kilometer lange Avenue de la Muzelle. De naam van deze laan verwijst naar het zicht vanuit Les Deux Alpes op de 3465 meter hoge berg roche de la Muzelle in het zuiden. De Avenue de la Muzelle doorkruist de gehele "Alpe de Mont-de-Lans" en eindigt op de Place de Vénosc (op de Alpe de Vénosc).

## Wintersport
Het skigebied is het gehele jaar geopend. 's Zomers kan er worden geskied op de gletsjer: de "Glacier de Mont-de-Lans". Het is de grootste gletsjer in Frankrijk waar geskied kan worden in de zomer. De gletsjer is in de zomer te bereiken met behulp van de Jandri Express. Deze gondellift start in het dorp op 1650 meter en gaat in de zomer rechtstreeks naar 3130 meter. Vanaf hier is het mogelijk om met sleepliften of een funiculaire de gletsjer te betreden. Beiden gaan tot de top van de 3417 meter hoge Dôme de Puy Salié. Het hoogste punt van het skigebied ligt nog oostelijker en kan enkel bereikt worden via sleeplift Téléski de la Lauze. Hiermee bereikt men het westelijke einde van de Crête de Puy Salié op 3511 meter hoogte, iets ten westen van de 3559 meter hoge Dôme de la Lauze. In de winter is het skigebied uiteraard veel groter dan de gletsjer, en worden door 63 liften zo'n 200 kilometer (425 hectare) aan skipistes ontsloten. Het skigebied bevindt zich ook op grondgebied van een derde gemeente, Saint-Christophe-en-Oisans. Met behulp van een dameuse kan het skigebied van La Grave bereikt worden, befaamd voor zijn off-pistemogelijkheden.
Het 425 hectare grote skigebied ligt op de bergen tussen de valleien van de Vénéon in het zuiden en die van de Romanche in het noorden. Desondanks ligt het gros van het skigebied (het deel ten oosten van de "crête" (kam) direct ten oosten van het dorp) in het stroomgebied van de Romanche. De hoge zijde van het skigebied ligt vaak aan de zuidzijde, waar het begrensd wordt door een reeks scherpe pieken zoals de Pic du Diable, Tête de la Toura en le Jandri. Als men vanuit het skistation het hoogste gedeelte van het skigebied in het oosten wil bereiken (rond de 3130 meter hoge Col de Jandri), passeert men twee smalle valleien die afwateren naar het noorden: de vallei van Thuit en de vallei van les Gours.
Mythische pistes van het skigebied zijn de Diable en de Super-Diable. De Diable ontleent zijn naam aan de nabije Pic du Diable (2868 m). De Super-Diable ligt in het hogergelegen verlengde van de eerste piste. Een van de moeilijkste pistes is die van de Pierres Grosses, die afdaalt in de vallei van les Gours. Een bekende off-piste in het gebied, de Chalance, daalt eveneens af in die vallei maar start hoger, in de buurt van Roche Mantel.

## Wielrennen
In de wielersport is de klim naar Les Deux Alpes een bekende beklimming, voornamelijk omwille van de Tour de France.